# Ньюэлл, Норман (музыкальный продюсер)
Норман Ньюэлл (англ. Norman Newell; 25 января 1919, Лондон — 1 декабря 2004, Западный Суссекс, Юго-Восточная Англия) — британский музыкальный продюсер и автор текстов. Будучи менеджером A&R в EMI, он работал с такими музыкантами, как Ширли Бэсси, Далида, Клод Франсуа, Вера Линн, Бетт Мидлер, Джуди Гарленд, Петула Кларк, Джейк Тэкрей и Питер и Гордон.
Ньюэлл был особенно известен своими записями мюзиклов Вест-Энда. Песни его авторства исполняли Джуди Гарленд, Фрэнк Синатра, Селин Дион и Арета Франклин. В 1999 году песня Ньюэлла «Portrait of My Love», изначально записанная Мэттом Монро в 1960 году, была отмечена премией BMI Awards за то, что её прослушали два миллиона раз на радио.
За свою карьеру Норман Ньюэлл получил премию «Грэмми», премию «Эмми» и три премии Айвора Новелло за вклад в индустрию развлечений, а также шесть премий Британской музыкальной индустрии. В 2003 году он был награждён орденом Британской империи.